# Ismaël Traoré
Ismaël Abdul Rahman Roch Traoré (Párizs, 1986. augusztus 18. –) francia születésű elefántcsontparti válogatott labdarúgó, a francia Metz játékosa.

## Pályafutása

### Klubcsapatokban
Ismaël Traoré 1986. augusztus 18-án született Párizsban. 2006 és 2012 között a francia CS Sedan színeiben több mint százötven bajnoki mérkőzésen lépett pályára. 2012 és 2015 között a Stade Brestois labdarúgója volt. 2015 és 2022 között az Angers SCO csapatának játékosa volt.
Az Angers SCO csapatával részt vett a Francia labdarúgó-szövetség által szervezett jubileumi kupa döntőjében, ahol a PSG-től 1:0 arányú vereséget szenvedtek.

### Válogatott
Traoré 2012. november 14-én mutatkozott be az elefántcsontparti válogatott színeiben egy Ausztria elleni barátságos mérkőzésen. 2013-ban játszott az afrikai nemzetek kupájában.

## Statisztika

### Klub
2019. március 8-i állapot szerint.
| Klub           | Osztály  | Szezon   | Bajnokság | Bajnokság | Kupa  | Kupa | Ligakupa | Ligakupa | Nemzetközi | Nemzetközi | Összesen | Összesen |
| Klub           | Osztály  | Szezon   | Mérk.     | Gól       | Mérk. | Gól  | Mérk.    | Gól      | Mérk.      | Gól        | Mérk.    | Gól      |
| -------------- | -------- | -------- | --------- | --------- | ----- | ---- | -------- | -------- | ---------- | ---------- | -------- | -------- |
| CS Sedan       | Ligue 2  | 2007–08  | 28        | 0         | 5     | 0    | 1        | 0        | —          | —          | 34       | 0        |
| CS Sedan       | Ligue 2  | 2008–09  | 24        | 1         | 3     | 0    | 1        | 0        | —          | —          | 28       | 1        |
| CS Sedan       | Ligue 2  | 2009–10  | 34        | 0         | 2     | 0    | 5        | 0        | —          | —          | 41       | 0        |
| CS Sedan       | Ligue 2  | 2010–11  | 34        | 0         | 1     | 0    | 1        | 0        | —          | —          | 36       | 0        |
| CS Sedan       | Ligue 2  | 2011–12  | 34        | 1         | 1     | 0    | 3        | 0        | —          | —          | 38       | 1        |
| CS Sedan       | Összesen | Összesen | 154       | 2         | 12    | 0    | 11       | 0        | —          | —          | 177      | 2        |
| Stade Brestois | Ligue 1  | 2012–13  | 17        | 0         | 1     | 0    | 1        | 0        | —          | —          | 19       | 0        |
| Stade Brestois | Ligue 2  | 2013–14  | 30        | 0         | 1     | 0    | 1        | 0        | —          | —          | 32       | 0        |
| Stade Brestois | Ligue 2  | 2014–15  | 36        | 1         | 3     | 0    | 0        | 0        | —          | —          | 39       | 1        |
| Stade Brestois | Összesen | Összesen | 83        | 1         | 5     | 0    | 2        | 0        | —          | —          | 90       | 1        |
| Angers SCO     | Ligue 1  | 2015–16  | 34        | 1         | 2     | 1    | —        | —        | —          | —          | 36       | 2        |
| Angers SCO     | Ligue 1  | 2016–17  | 32        | 1         | 3     | 0    | —        | —        | —          | —          | 35       | 1        |
| Angers SCO     | Ligue 1  | 2017–18  | 32        | 3         | —     | —    | —        | —        | —          | —          | 32       | 3        |
| Angers SCO     | Ligue 1  | 2018–19  | 20        | 3         | 1     | 0    | —        | —        | —          | —          | 21       | 3        |
| Angers SCO     | Összesen | Összesen | 118       | 8         | 6     | 1    | —        | —        | —          | —          | 124      | 9        |
| Összesen       | Összesen | Összesen | 355       | 11        | 23    | 1    | 13       | 0        | 0          | 0          | 391      | 12       |

### Mérkőzései az elefántcsontparti válogatottban
| #  | Dátum              | Ellenfél  | Eredmény | Kiírás              | Esemény |
| -- | ------------------ | --------- | -------- | ------------------- | ------- |
| 1. | 2012. november 14. | Ausztria  | 3 – 0    | barátságos mérkőzés | 46'     |
| 2. | 2013. január 30.   | Algéria   | 2 – 2    | ANK-csoportkör      |         |
| 3. | 2017. június 4.    | Hollandia | 0 – 5    | barátságos mérkőzés | 48'     |